# حبيل الصعة (حبيل جبر)

تعديل مصدري - تعديل

حبيل الصعة هي إحدى قرى عزلة حبيل جبر بمديرية حبيل جبر التابعة لمحافظة لحج، بلغ تعداد سكانها 17 نسمة حسب تعداد اليمن لعام 2004.